# Карседо-де-Бургос
Карседо-де-Бургос (ісп. Carcedo de Burgos) — муніципалітет в Іспанії, у складі автономної спільноти Кастилія-і-Леон, у провінції Бургос. Населення — 337 осіб (2010).
Муніципалітет розташований на відстані близько 210 км на північ від Мадрида, 9 км на південний схід від Бургоса.
На території муніципалітету розташовані такі населені пункти: (дані про населення за 2010 рік)
- Карседо-де-Бургос: 278 осіб
- Модубар-де-ла-Куеста: 59 осіб

## Демографія
Динаміка населення (INE ):